# Überschwemmungskatastrophe in Pakistan 2022

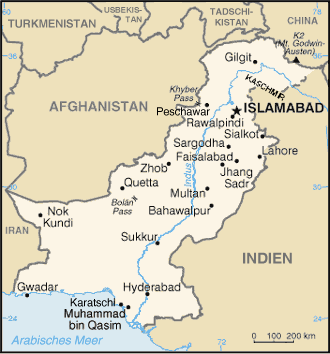
Der Indus in Pakistan, Lage der Städte

Im Sommer 2022 kam es in Pakistan als Folge eines außergewöhnlich starken Monsunregens zu großflächigen Überschwemmungen, bei denen binnen vier Monaten rund 1700 Menschen starben. Es ist damit die nach Todesopfern wahrscheinlich schwerwiegendste Überschwemmungskatastrophe der Welt seit zwölf Jahren; die letzte solche Katastrophe fand 2010 ebenfalls in Pakistan statt und nahm mehr als tausend Menschen das Leben. Zwischenzeitlich stand ein Drittel des Landes unter Wasser. Die Regierung Pakistans schätzt die Schadenssumme im Zusammenhang mit den Überflutungen auf ca. 30 Mrd. US-Dollar.
Die außergewöhnlichen Regenfälle waren die stärksten seit mehr als 30 Jahren. Die Regenmenge war im Durchschnitt 2,87 mal höher (in manchen Gegenden 5 mal höher) als im Durchschnitt der letzten 30 Jahre.
Nach der ersten Welle von Todesfällen, die direkt auf die Überschwemmungen zurückzuführen sind, kam es anschließend zu einer zweiten Welle von Todesfällen, die auf Infektionskrankheiten wie Malaria, Dengue-Fieber, Durchfallerkrankungen, Hautentzündungen usw. zurückzuführen sind. Die Flutkatastrophe hatte auch schwerwiegende Langzeitfolgen: Ein Jahr nach der Katastrophe ergab eine Untersuchung von Islamic Relief, dass 40 % der untersuchten Kinder in den Flutgebieten ein verkümmertes Wachstum aufwiesen und 25 % wegen knapper Nahrungsmittel und schlechtem Zugang zu medizinischer Versorgung unter Untergewicht litten. Zudem berichteten ca. 80 % der Mütter, dass ihre Kinder krank seien.

## Ursachen

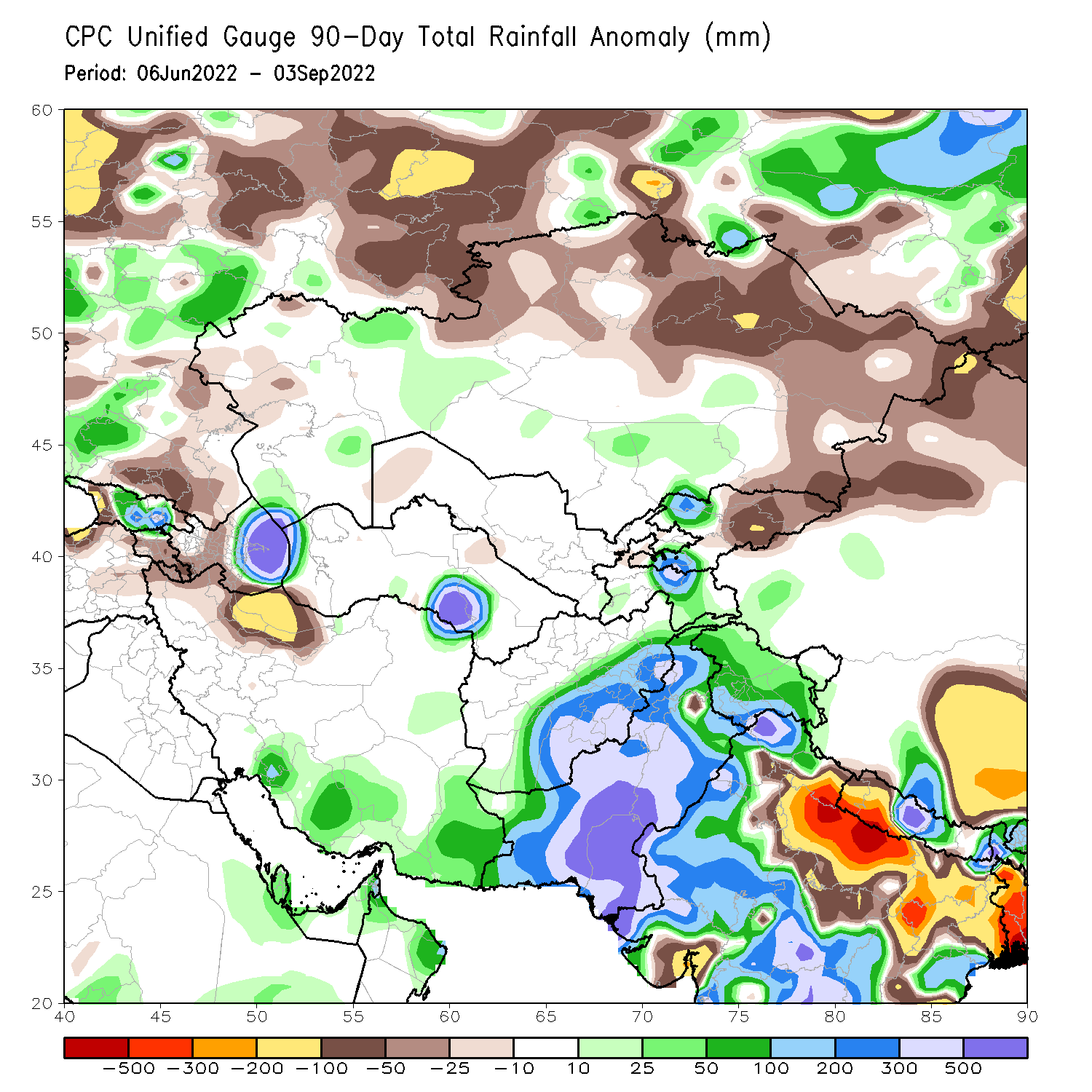
Niederschlagsanomalien (mm) in Zentralasien für 22. Juni bis 3. September 2022

Die globale Erwärmung führte in der Region zu höheren Niederschlagsmengen.
Wie die meisten Überschwemmungsphänomene hatte die Flut in Pakistan aber auch regionale Ursachen, die das Problem verstärkten. Für Weideland, Bau- und Brennmaterial wurden Wälder abgeholzt, was dazu führte, dass der Boden viel weniger Wasser aufnehmen kann. Flüsse wurden blockiert oder durch Begradigung in ihre Bette eingezwängt und damit wurde ihnen ihr Überflutungsraum genommen, Städte werden planlos gebaut und sind somit gefährdet.

## Folgen für Gesellschaft, Wirtschaft und Infrastruktur

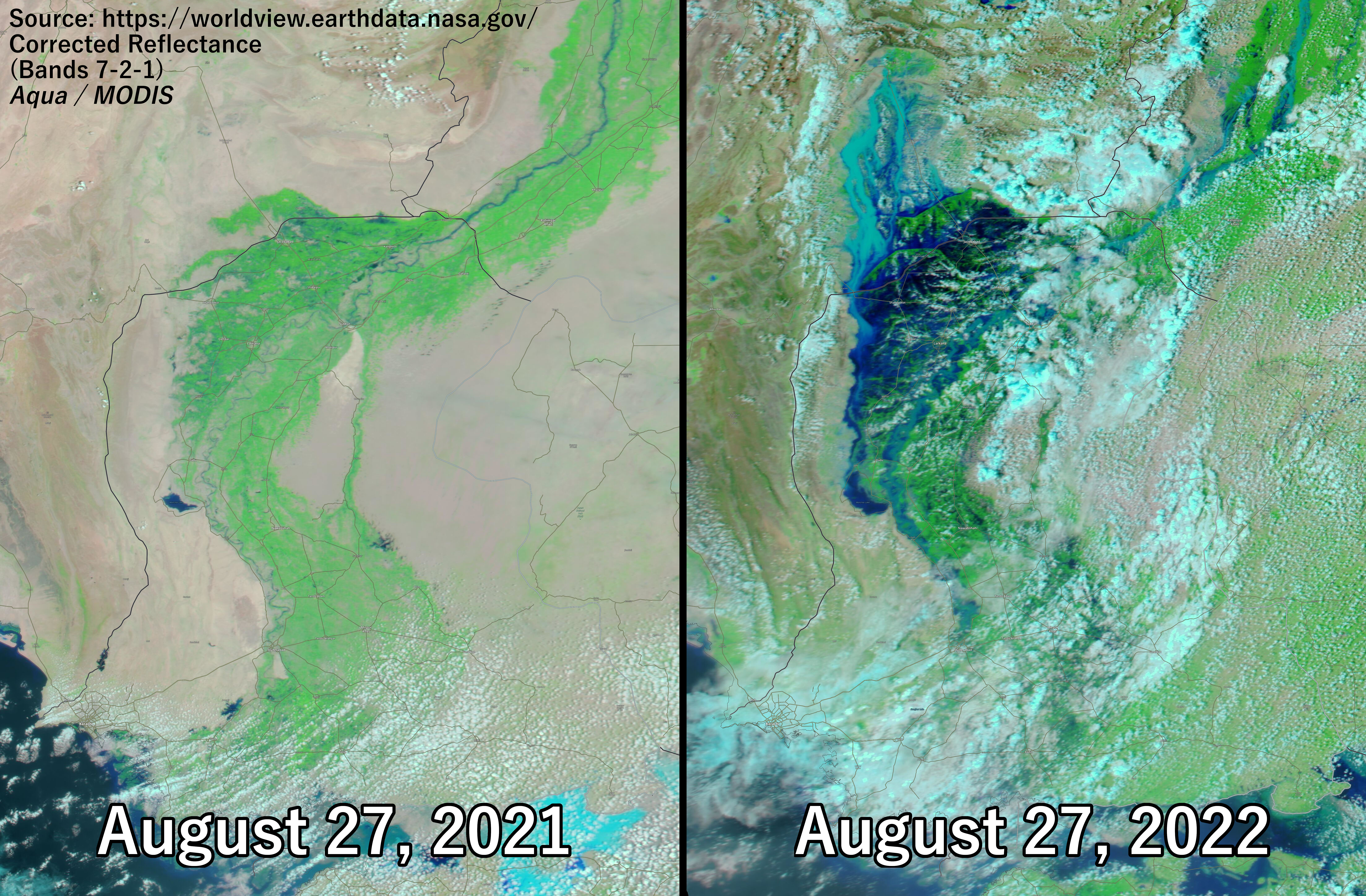
Vergleich Ende August 2022 (rechts) zum Vorjahr

Nach Angaben der pakistanischen Katastrophenbehörde mussten aufgrund der Überschwemmungen mehr als 33 Millionen Menschen (15 % der pakistanischen Bevölkerung) ihre Wohnunterkunft verlassen. Die Katastrophenbehörde begann deshalb mit der Einrichtung von zwei Millionen Notunterkünften.
Laut der pakistanischen Katastrophenmanagementbehörde NDMA wurden seit dem 14. Juni über 218.000 Häuser zerstört und weitere 452.000 beschädigt. Es starben mehr als 793.900 Nutztiere, davon etwa 63 % in Belutschistan und 25 % in Punjab. Rund 8.090 km² gartenbaulich und landwirtschaftlich genutzte Fläche sind ebenfalls betroffen, davon mindestens 1.230 km² in Belutschistan, 720 km² in Punjab und etwa 6.230 km² in Sindh.
Im gesamten Süden von Pakistan mangelt es an Nahrungsmitteln, sauberem Trinkwasser und Unterkünften für die Opfer.
Ferner wurde die teilweise oder vollständige Zerstörung von über 3.000 km Straßen und 145 Brücken registriert. Neben Ernteausfällen kam es auch zu Internetausfällen, wobei die pakistanische Telekommunikationsbehörde weit verbreitete Internetunterbrechungen in Zentral- und Nordpakistan am 19. August auf technische Fehler im Glasfasernetz zurückführte, die auf die starken Regenfälle und Überschwemmungen zurückzuführen waren.
Etwa 30.000 Schulen und Krankenhäuser wurden beschädigt.
In der Provinz Belutschistan verursachten die Überschwemmungen Schäden in Höhe von umgerechnet rund 900 Millionen US-Dollar.

## Reaktionen
UN-Generalsekretär António Guterres nannte die Katastrophe einen "Monsun auf Steroiden".
Die Regierung machte die Industriestaaten mit ihrer mangelhaften Klimapolitik für die Katastrophe verantwortlich und forderte die Weltgemeinschaft auf, mehr im Kampf gegen die globale Erwärmung zu unternehmen. Pakistan stoße weniger als ein Prozent des weltweiten CO2 aus, stehe aber auf Platz acht der am stärksten von den Klimawandelfolgen betroffenen Staaten weltweit.
Am 9. Januar 2023 begann in Genf eine Konferenz der Vereinten Nationen zum Wiederaufbau Pakistans, an der 40 Nationen, private Geldgeber und Finanzinstitutionen teilnahmen. Der pakistanische Premierminister Shehbaz Sharif sagte, sein Land benötige eine „Koalition der Willigen“. Als Minimalziel für einen Hilfsfonds nannte er 16 Milliarden US-Dollar. UN-Generalsekretär Guterres rief die Industrieländer auf, den Entwicklungsländern mehr Hilfen zur Anpassung an die Klimakrise zukommen zu lassen. Als erstes soll mit dem auf der Konferenz eingesammelten Geld das unter Schlamm liegende Agrarland wieder hergestellt werden, damit die Menschen ihren Lebensunterhalt wieder verdienen können. Dann sollen neue Schulen, Kliniken, Häuser und Straßen entstehen.

## Frühere schwere Überschwemmungen
- 12. November 1970: Ein Zyklon im damaligen Ostpakistan (Bhola-Zyklon) forderte 300.000 bis 500.000 Todesopfer. Dabei handelte es sich um den schwerwiegendsten jemals verzeichneten Wirbelsturm und um eine der folgenschwersten Naturkatastrophen der jüngeren Geschichte. Es gab Windgeschwindigkeiten von bis zu 230 km/h und meterhohe Flutwellen. Heute gehört das Gebiet zu dem im darauffolgenden Jahr entstandenen Staat Bangladesch.
- 2010: Mehr als 14 Millionen Menschen waren von den Überschwemmungen betroffen, von denen mindestens 6 bis 7 Millionen unmittelbar humanitäre Hilfe benötigten. Mehr als 1.700.000 Häuser wurden beschädigt. Offiziell wurden 1.738 Todesopfer genannt.